# Санчес, Роберто
Роберто Санчес Рамирес (исп. Roberto Sánchez Ramírez; 18 июля 1910, Теокальтиче, Халиско — неизвестно) — мексиканский легкоатлет, выступавший в барьерном беге. Участник летних Олимпийских игр 1932 года, чемпион Игр Центральной Америки и Карибского бассейна 1935 года, бронзовый призёр Игр Центральной Америки и Карибского бассейна 1938 года.

## Биография
Роберто Санчес родился 18 июля 1910 года в мексиканском городе Теокальтиче.
В 1932 году вошёл в состав сборной Мексики на летних Олимпийских играх в Лос-Анджелесе. В беге на 110 метров с барьерами занял в четвертьфинале последнее, 4-е место, показав результат 15,7 секунды и уступив 0,6 секунды попавшему в полуфинал с 3-го места Дэвиду Бёргли из Великобритании.
Дважды выигрывал медали Игр Центральной Америки и Карибского бассейна в беге на 110 метров с барьерами — золотую в 1935 году в Сан-Сальвадоре и бронзовую в 1938 году в Панаме.
Дата смерти неизвестна.

## Личный рекорд
- Бег на 110 метров с барьерами — 15,1 (1937)[3]